# لویی ترو
لویی ترو (به انگلیسی: Louis Theroux) مستندساز انگلیسی است. وی در حال حاضر با همکاری شبکه بی‌بی‌سی مستندسازی می‌کند. 

## زندگی شخصی
لویی ترو خود در سنگاپور متولد و در سال‌های کودکی به بریتانیا رفت. از دیگر اقوام او که در امور رسانه مشغولند برادر و عمویش که مستندساز و مجری هستند را می‌توان نام برد.
لویی اولین فرزند پدرش پل ترو است. وی شهرتش را مدیون برنامه‌های سری مستند ساخته شده برای شبکه بی‌بی‌سی است. او در این سری برنامه‌ها به موضوعات مدنی حساسیت‌برانگیز در جوامع غربی همچون نژادپرستی معاصر در آمریکا، خشونت‌های خیابانی در ژوهانسبورگ و طرح حفاظت از حیات وحش توسط درآمد زایی از فروش خود حیوانات وحشی می‌پردازد.
لویی ترو مستندساز پنجاه و دو ساله بریتانیایی دارای دو فرزند است و تاکنون دو بار ازدواج کرده‌است. وی فرزند نویسنده کانادایی ـ فرانسوی پل ترو است مادر لویی ترو ملیتی بریتانیایی دارد.

## زندگی کاری
لویی ترو شهرت خود را مدیون نوع بیان جسورانه و عجیب خود است، که در عین سادگی عمیق‌ترین اعترافات را از افراد مورد مصاحبه می‌گیرد. از افتخارات او دو بار کسب جایزه بفتا در سال‌های ۲۰۰۱ و ۲۰۰۲ می‌باشد.
وی همچنین در کارنامه خود یک بار نامزدی جهت دریافت جایزه امی در سال ۱۹۹۵ را دارد. او یک بار نیز جایزه رویال تلویژن سوسایتی را در سال ۲۰۱۰ نصیب خود کرده‌است.
او که ساکن لندن است در مصاحبه‌ای بزرگترین چالشش را تنظیم تعادل میان زمان تخصیص یافته به زندگی خصوصی و سفرهای کاری اجتناب ناپذیرش بیان کرده‌است.

### شهرک‌نشینان (۲۰۲۵)
لوئیس ترو در این مستند، زمانی را با جامعه در حال رشد شهرک‌نشینان مذهبی-ملی‌گرای اسرائیلی سپری می‌کند. این شهرک‌های طبق قوانین بین‌المللی غیرقانونی هستند ولی با این حال ارتش، پلیس و دولت اسرائیل از آنها محافظت می‌کند. از زمان آغاز جنگ غزه، روند ایجاد شهرک‌ها شتاب بیشتری گرفته است. این مستند به زندگی شهرک‌نشینان برجسته و فعالان فلسطینی می‌پردازد، در حالی که خشونت‌ها علیه جوامع فلسطینی محلی افزایش یافته و به حملات اکتبر ۲۰۲۳ نیز پرداخته می‌شود. جنبشی که زمانی در حاشیه بود، اکنون در بالاترین سطوح حکومت حامیانی دارد؛ کسانی که در کابینه مناصب کلیدی را در اختیار دارند و نه‌تنها در نقش ارتش، بلکه در آینده این درگیری نیز تأثیرگذار هستند.
لوئیس ترو در کرانه باختری ساکن می‌شود و با شهرک‌نشینان برجسته – از جمله «مادرخوانده» این جنبش، دانیلا ویس – دیدار می‌کند و در سراسر این منطقه سفر می‌کند تا پیامدهای فعالیت آن‌ها را بهتر درک کند. لویی ترو همچنین با فلسطینی‌هایی دیدار می‌کند که زندگی‌شان تحت تأثیر ورود شهرک‌نشینان به جوامعشان قرار گرفته است.
در حالی که توجه جهان به غزه معطوف است –  که تخمین زده می‌شود از ۷ اکتبر تاکنون دست‌کم ۵۰٬۰۰۰ فلسطینی به‌دست نیروهای اسرائیلی کشته شده‌اند – لویی کشف می‌کند که شهرک‌نشینان پیشاپیش در حال برنامه‌ریزی برای اسکان در آن منطقه نیز هستند.